# Колхапур
Колхапур (маратхі कोल्हापूर) — місто в індійському штаті Махараштра. Є адміністративним центром однойменного округу.

## Історія
Перше поселення на території сучасного Колхапура з'явилось на початку нашої ери. Розкопки й археологічні дослідження дозволили встановити, що у період від 225 до 550 року там правили чотири царських династії поспіль — Валкатак, Кадамб, Шедрак і Маур'ї. Від 550 до 753 року місто перебувало під контролем династії Чалук'я.
634 року почалось зведення однієї з найвідоміших архітектурних пам'яток міста — храму Махалакшмі, присвяченого богині Лакшмі. Будівництво було завершено близько 700 року.
Від 753 до 850 року та територія входила до складу держави Раштракутів. Потім, до 1210 року, місто було столицею держави Шилара. Місто значно виросло за часів правління Гандарідітьї I, а потім його сестри — Чандрікадеві. У IX столітті місто набуло статусу важливого культурного, політичного й економічного центру.
1210 року династія Шилара була повалена царем Сігхандевом з Девгірі. Однак нова династія протрималась лише до 1298 року, коли була повалена мусульманськими правителями з сусідніх земель. 1659 року Колхапур був приєднаний правителем Шиваджі до імперії Маратха.
У другій половині XVIII століття Колхапур перейшов під контроль англійців на правах тубільного князівства. 12 жовтня 1854 року Колхапур був виділений в окремий муніципалітет. У такому статусі Колхапур залишався до 1 березня 1949 року, коли він увійшов до складу штату Бомбей. 1960 року штат було розділено на два — Гуджарат і Махараштра; Колхапур увійшов до складу останнього.

## Економіка
Місто розташовано у сільськогосподарському краї. Як наслідок, значну долю в економіці міста складає виробництво харчової продукції. Основними сільськогосподарськими культурами, що вирощуються в околицях міста, є цукрова тростина, рис, сорго, арахіс, пшениця, сафлор і нут. У місті налагоджено виробництво цукру, молочної продукції й тютюну.
Промислова продукція, що виготовляється в місті, має попит не лише в Індії, але й за кордоном: на Філіппінах, в Ірані, Сирії, Гані, Єгипті. У Колхапурі виробляють одяг і взуття. Також у Колхапурі давно існує виробництво виробів з золота та срібла.

## Культура

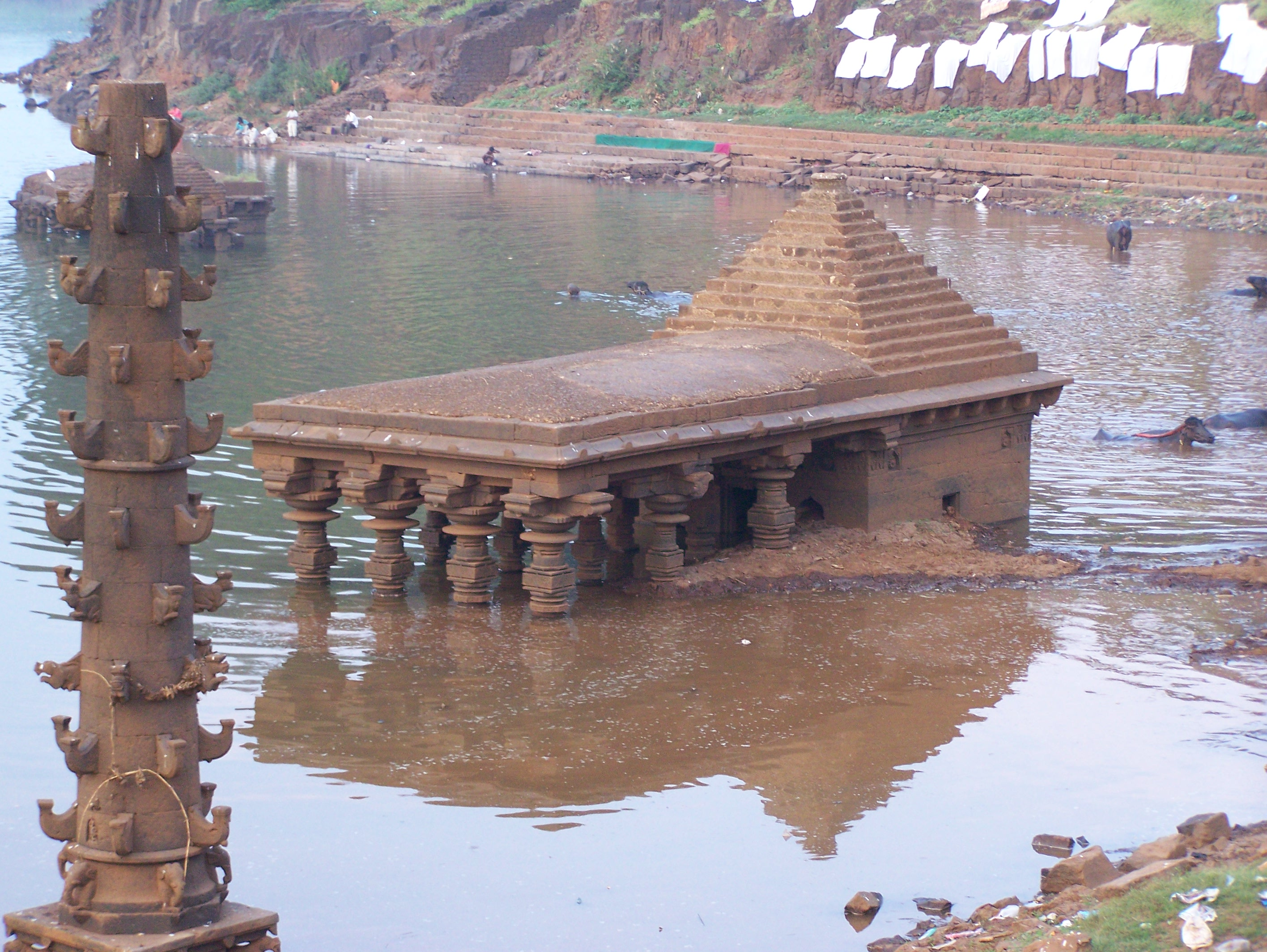
Напівзатоплений храм на річці Панчаганга

### Освіта
Перша середня школа в Колхапурі була заснована англійцями 1851 року. 1880 школа була переформована у Раджарам-коледж, а пізніше — в університет. Розвиток системи освіти в той час багато в чому пов'язаний з іменем Дж. П. Найка, міністра освіти тубільного князівства Колхапур.
1952 року в Колхапурі був заснований університет Муні, 1962 — університет Шиваджі. 1945 року була збудована школа Тара Рані для дівчат. Нині місто налічує понад сто освітніх закладів усіх рівнів.

### Кіно
Місто займає важливе місце в індійській кіноіндустрії. У Колхапурі народився Бабурао Пейнтер — відомий індійський кінорежисер, автор першого індійського кіно. У місті знімали свої фільми такі відомі в Індії режисери, як Анант Мате, Раджа Паранджапе, Рам Габале й інші.

### Музика
У місті популярний такий індійський музичний жанр, як кх'ял. Автором сучасної форми цього жанру був співак Пандіт Балакрішнабува Ічалкаранджикар з міста Ічалкаранджі. На початку XX століття у місті популяризував класичну музику відомий індійський співак Аладья Хан.

## Клімат
Місто знаходиться у зоні, котра характеризується кліматом тропічних саван. Найтепліший місяць — травень із середньою температурою 27.6 °C (81.6 °F). Найхолодніший місяць — січень, із середньою температурою 23 °С (73.4 °F).
| Клімат Колхапура        | Клімат Колхапура | Клімат Колхапура | Клімат Колхапура | Клімат Колхапура | Клімат Колхапура | Клімат Колхапура | Клімат Колхапура | Клімат Колхапура | Клімат Колхапура | Клімат Колхапура | Клімат Колхапура | Клімат Колхапура | Клімат Колхапура |
| Показник                | Січ.             | Лют.             | Бер.             | Квіт.            | Трав.            | Черв.            | Лип.             | Серп.            | Вер.             | Жовт.            | Лист.            | Груд.            | Рік              |
| Середній максимум, °C   | 28,5             | 29,1             | 30,6             | 31,4             | 31,3             | 28,6             | 26,8             | 26,6             | 27,4             | 29,2             | 29,5             | 28,8             | 29               |
| Середня температура, °C | 23               | 23,6             | 25,6             | 27,1             | 27,5             | 25,6             | 24,4             | 24,3             | 24,5             | 25,3             | 24,7             | 23,4             | 24,9             |
| Середній мінімум, °C    | 17,5             | 18,1             | 20,6             | 22,8             | 23,8             | 22,6             | 22               | 22               | 21,6             | 21,5             | 19,8             | 18,1             | 20,9             |
| Норма опадів, мм        | 0.3              | 0.1              | 1                | 11.8             | 62.3             | 601.9            | 676.5            | 438.3            | 205.7            | 113.5            | 31.4             | 9.4              | 2151.9           |
| ----------------------- | ---------------- | ---------------- | ---------------- | ---------------- | ---------------- | ---------------- | ---------------- | ---------------- | ---------------- | ---------------- | ---------------- | ---------------- | ---------------- |
| Джерело: Weatherbase    |                  |                  |                  |                  |                  |                  |                  |                  |                  |                  |                  |                  |                  |